# The Lost Children
The Lost Children — b-side сборник (сборник треков, не вошедших в основные альбомы) американской рок-группы Disturbed, выпущенный 8 ноября 2011 года. Альбом был анонсирован в августе 2011 года Дэвидом Дрейманом через Twitter, где он ответил на несколько вопросов относительно альбома. The Lost Children — самый длинный альбом Disturbed как по количеству треков, так и по времени воспроизведения.

## История создания
Происхождение названия сборника связано с тем, что участники группы называют песни «своими детьми», а так как между детьми не выбирают, так и музыканты не смогли отдать предпочтения никому из «детей». В The Lost Children вошли все бонус треки Disturbed, которые были записаны за 11 лет, за исключением песни «Glass Shatters», которая доступна в другом сборнике WWF Forceable Entry. Единственная новая песня в этом альбоме — «Mine». Трек «3», первоначально выпущенный как сингл для скачивания на сайте группы  в поддержку компании West Memphis Three, не был первоначально предназначен для того, чтобы быть выпущенным на альбоме, но был включен из-за удивления, вызванного выпуском «Уэст-мемфисской тройки» на свободу. Обложка альбома была представлена 22 сентября 2011 года. «Hell» был анонсирован как первый радио сингл с нового альбома.

## Интерпретация песен
Первый сингл «Hell», как говорит сам Дэвид Дрейман, «об отношениях с кем-то, кто входит в вашу жизнь, а затем покидает её, а когда вновь возвращается, то сильно портит ваш личный мир» («about a relationship with someone who keeps coming in and out of your life, and every time they come back they fuck up your whole world»). В треке «Mine» рассматривается религия как катализатор войны.

## Оценки критиков
Первый онлайн обзор The Lost Children был размещен на веб-сайте Artistdirect, и Рик Флорино дал альбому положительную рецензию. Флорино заявляет об альбоме следующее: «Одна из причин, почему Disturbed выделяется среди других групп века, это то, что они всегда были так же разнообразны, как и опасны в своем подходе. Группа не боялась рискнуть, прощупывая пульс, заполняющий арену хэви-метала. Крики Потерянных Детей такие же громкие и ясные» («One of the reasons why Disturbed stood out from the turn of the century pack is because they’ve always been as diverse as they are dangerous in their approach. The band wasn’t afraid to take risks, while crafting pulse-pounding, arena-filling heavy metal. The Lost Children screams that loud and clear»). В Revolver также рассмотрели альбом и дали ему 4 из 5, написав: «Конечно, он [альбом] представляет собой сборник би-сайдов, но недостаток в общей сплоченности и структура делают альбом замечательным сборником из 16 различных песен, от хороших до великих, заставляющих слушателя выбрать окончательно свою любимую композицию» («Granted, it is a collection of B-sides, but any lack of overall cohesiveness or structure makes this album an enjoyably random pile of 16 good-to-great songs that force the listener to pick through and find their favorite»).

## Позиции в чартах
В Соединенных Штатах альбом дебютировал на 13 позиции (чарт Billboard 200) с результатом в 43 000 проданных копий, в соответствии с Nielsen Soundscan.

## Список композиций
| №                   | Название | Длительность |
| ------------------- | --- | ------------ |
| 1.                  | «Hell» (бонус-трек из Ten Thousand Fists)                                                                                | 4:15         |
| 2.                  | «A Welcome Burden» (бонус-трек из The Sickness)                                                                          | 3:31         |
| 3.                  | «This Moment» (трек из Transformers: The Album)                                                                          | 3:05         |
| 4.                  | «Old Friend» (бонус-трек из Asylum)                                                                                      | 3:34         |
| 5.                  | «Monster» (бонус-трек из Ten Thousand Fists)                                                                             | 4:04         |
| 6.                  | «Run» (бонус-трек из Indestructible)                                                                                     | 3:13         |
| 7.                  | «Leave It Alone» (бонус-трек из Asylum)                                                                                  | 4:07         |
| 8.                  | «Two Worlds» (бонус-трек из Ten Thousand Fists)                                                                          | 3:33         |
| 9.                  | «God of the Mind» (бонус-трек из The Sickness)                                                                           | 3:05         |
| 10.                 | «Sickened» (бонус-трек из Ten Thousand Fists)                                                                            | 4:00         |
| 11.                 | «Mine» (трек, не вошедший в Asylum, должен был стать бонусом)                                                            | 5:04         |
| 12.                 | «Parasite» (бонус-трек из Indestructible)                                                                                | 3:25         |
| 13.                 | «Dehumanized» (бонус-трек из Believe)                                                                                    | 3:32         |
| 14.                 | «3» (бонус-трек из Asylum, в оригинале был записан синглом в поддержку)                                                  | 4:02         |
| 15.                 | «Midlife Crisis» (кавер на песню группы Faith No More; из сборника Covered, A Revolution in Sound)                       | 4:04         |
| 16.                 | «Living After Midnight» (кавер на песню группы Judas Priest; из сборника A Tribute to Judas Priest: British Steel Vol.1) | 4:25         |
| Общая длительность: | Общая длительность: | 1:00:59      |

## Участники записи
Disturbed
- Дэн Дониган — гитара, электроника, клавишные
- Дэвид Дрейман — вокал
- Майк Венгрен — ударные, перкуссия
- Джон Мойер — бас-гитара, бэк-вокал
- Стив Кмак — бас-гитара (треки 2, 9, 13)

Продакшн
- Johnny K и Disturbed - продюсеры (треки 1-3, 5, 8-10 и 13)
- Дониган/Дрейман/Венгрен - продюсеры (треки 4, 6, 7, 11, 12 и 14-16)
- Тед Дженсен - мастеринг

## Позиции в чартах
| Чарт (2011)              | Наивысшее положение |
| ------------------------ | ------------------- |
| Australian Albums Chart  | 12                  |
| Austrian Albums Chart    | 35                  |
| German Albums Chart      | 29                  |
| New Zealand Albums Chart | 10                  |
| Swedish Albums Chart     | 59                  |
| Swiss Albums Chart       | 59                  |
| UK Albums Chart          | 85                  |
| US Billboard 200         | 13                  |